# Âm nhạc thời kỳ Baroque
Âm nhạc thời kỳ Baroque là một phong cách âm nhạc phương Tây, được sáng tác trong khoảng thời gian từ 1600 đến 1750. Nó nối tiếp Âm nhạc thời kỳ Phục Hưng và là giai đoạn trước Âm nhạc thời kỳ Cổ điển. Từ "Baroque" là tiếng Bồ Đào Nha có nghĩa là Ngọc trai tuyệt đẹp ("Barocco" trong tiếng Tây Ban Nha nghĩa là ngọc trai).
Âm nhạc thời kỳ này cho thấy được sự sáng tạo các âm sắc. Trong giai đoạn này các nhà soạn nhạc và các nghệ sĩ biểu diễn sử dụng nhiều các kỹ thuật phức tạp, thực hiện thay đổi trong ký hiệu âm nhạc và phát triển các kỹ thuật chơi nhạc cụ mới. Âm nhạc baroque mở rộng quy mô, phạm vi và tính phức tạp của hiệu năng nhạc cụ và cũng thiết lập các thể loại âm nhạc như opera, cantata, oratorio, concerto, sonata. Nhiều thuật ngữ âm nhạc và các khái niệm từ thời kỳ này vẫn còn đang được sử dụng cho đến ngày hôm nay.

## Tổng quan
Thuật ngữ "Baroque" thường được sử dụng bởi các sử gia âm nhạc để mô tả một loạt các phong cách từ một vùng địa lý rộng, chủ yếu là ở châu Âu, bao gồm một khoảng thời gian hơn 150 năm.
Trong một thời gian dài nó được sử dụng như một thuật ngữ quan trọng đầu tiên được áp dụng cho kiến trúc nhưng trong thực tế nó đã xuất hiện trong các tài liệu tham khảo về âm nhạc.
Vào khoảng những năm 1600 ở châu Âu, một số thay đổi khác biệt xuất hiện trong cách tư duy về mục tiêu, văn bản và hiệu suất của âm nhạc. Một phần những thay đổi này đã được cách mạng, thận trọng phát động bởi một nhóm trí thức ở Florence được gọi là Camerata, đã tiến hóa thành tiền thân của phong cách baroque. Quá trình chuyển đổi bắt nguồn từ các trung tâm văn hóa của miền bắc nước Ý, sau đó lan sang Rome, Pháp, Đức, Tây Ban Nha và cuối cùng đến Anh.
Một sự thay đổi giữa thời kỳ Phục hưng và phong cách Baroque có thể được phân biệt bởi dàn nhạc hoặc các nhóm nhạc cụ. Nhạc cụ hoặc giọng hát được nhóm lại với nhau được gọi là phối ngẫu.

## Các hình thức âm nhạc
- Overture: là một hình thức âm nhạc của Pháp phổ biến thời Baroque
- Allemande: là một điệu nhảy phổ biến có nguồn gốc từ thời kì phục hưng ở Đức[5][6]
- Courante: là một điệu nhảy sống động của Pháp [5][6]
- Sarabande: là một điệu nhảy ở Tây Ban Nha [6]
- Gigue: là một điệu nhảy có nguồn gốc từ Anh [5][6]
- Gavotte [5]
- Bourrée [5][2]
- Minuet [5]
- Passepied [7]: là một điệu nhảy dân gian miền nam nước Pháp, tại các tỉnh ở Vavarais như Languedoc, Dauphiné, và Provence.[8][5]
- Rigaudon [5][8]
- Các hình thức khác: 
  - Basso continuo
  - Concerto grosso
  - Monody [9]
  - Homophony [10]
  - Dramma per musica [9][11]
  - Oratorio và Cantata [11]
  - Tremolo và Pizzicato [11]
  - Melody
  - Notes inégales [cần dẫn nguồn]
  - Da capo aria [9]
  - Ritornello [12]
  - Concertato [13]
  - Ornamentation[14]
  - Cadenza

## Các thể loại âm nhạc
- Thanh nhạc: Opera, Masque, Oratorio, Passion, Cantata, Mass, Anthem, Monody, Chorale
- Khí nhạc: Chorale composition, Concerto grosso, Fugue, Suite (Allemande, Courante, Sarabande, Gigue, Gavotte, Bourrée, Minuet, Passepied, Rigaudon), Sonata (Sonata da camera, Sonata da chiesa, Trio sonata), Partita, Canzona, Sinfonia, Fantasia, Ricercar, Toccata, Prelude, Chaconne, Passacaglia, Chorale prelude, Stylus fantasticus

## Các nhạc cụ chính thường được sử dụng
- Bộ dây: Violin, Viol, Viola, Cello, Contrebass, Lute, Theorbo, Mandolin, Guitar, Harp.
- Bộ gỗ: Recorder, Bassoon
- Bộ đồng: Horn, Sackbut, Cornett, Serpent
- Bộ đây phím: Clavichord, Harpsichord, Organ

## Các nhà soạn nhạc
Nhiều nhân vật nổi tiếng ở giai đoạn đầu của thời kỳ Baroque đến từ Ý, bao gồm Monteverdi, Corelli và Vivaldi. Đến giữa thế kỷ thứ XVIII, trọng tâm của nền âm nhạc thời kỳ chuyển sang hai nhà soạn nhạc người Đức Bach và Handel. Nhiều hình thức thuộc về âm nhạc Baroque có nguồn gốc từ Ý, bao gồm Cantata, Concerto, Sonata, Oratorio và Opera.
Một số nhà soạn nhạc nổi tiếng nhất trong thời kỳ âm nhạc Baroque bao gồm:
- Ý (Italy): Monteverdi, Frescobaldi, Corelli, Vivaldi, Domenico and Alessandro Scarlatti
- Pháp (France): François Couperin, Jean-Baptiste Lully, Marc-Antoine Charpentier và Jean-Philippe Rameau
- Đức (Germany): Praetorius, Schein, Scheidt, Schutz, Telemann, Handel và Bach
- Anh (England): Purcell

## Tác dụng của âm nhạc thời kỳ Baroque
Các nhà soạn nhạc từ thế kỷ 17 và 18, bao gồm Vivaldi, Bach, Telemann và Corelli, đã viết nên những tác phẩm âm nhạc với các hòa âm và cấu trúc nghiêm ngặt. Phong cách và cấu trúc của âm nhạc thời kỳ Baroque đã nhiều lần được chứng minh là mang lại những thay đổi sinh lý cụ thể cho người nghe: nhịp tim chậm lại, giảm huyết áp và sóng alpha thư giãn của não tăng lên.
Âm nhạc thời kỳ Baroque cũng đã được chứng minh có tác dụng giảm đau. Các bác sĩ tại Bệnh viện St. Luke, ở Cleveland đã báo cáo rằng các bệnh nhân tiếp xúc với âm nhạc của Vivaldi, Mozart và Brahms trước và trong khi phẫu thuật cần liều thuốc an thần và thuốc giảm đau thấp hơn. Người đứng đầu đơn vị chăm sóc mạch vành tại Bệnh viện St. Agnes ở Baltimore, Tiến sĩ Raymond Bahr, đã nói rằng ông tin rằng nửa giờ âm nhạc Baroque với  những tiết tấu chậm này tạo ra hiệu ứng tương tự như 10 mg. Valium.
Âm nhạc Baroque cũng có ảnh hưởng tích cực trong việc cải thiện hiệu quả học tập với tác dụng tăng khả năng ghi nhớ, sự tập trung, suy nghĩ... của học sinh. Giáo viên có thể sử dụng âm nhạc Baroque để hỗ trợ giảng dạy, cải thiện hiệu quả học tập và chất lượng giảng dạy.